# Tom Kenny
Thomas James Kenny (* 13. července 1962) je americký herec a komik.

## Filmografie
Je známý tím, že v angličtině namluvil SpongeBoba v animovaném seriálu Spongebob v kalhotách a ostatních přidružených médiích. Namluvil mnoho dalších postav, jako je Heffer Wolf v Rocko's Modern Life, Ledového Krále v Času na dobrodružství, vypravěče a starostu v The Powerpuff Girls, Carla Chryniszzswics v Johnny Bravo, psa v seriálu Kočkopes, Hanka a Jeremyho v Talking Tom and Friends a Spyra ze série videoher Spyro. Jeho hraná práce zahrnuje komediální varieté The Edge a Mr. Show.
Často spolupracuje se svou ženou a kolegyní-dabérkou Jill Talley, která hraje Karen v seriálu Spongebob v kalhotách.

## Ocenění
Získal dvě ceny Daytime Emmy a dvě ceny Annie za namluvení Spongeboba a Ledového Krále.